# پان‌ترکیسم در ایران
پان‌ترکیسم در ایران پدیده‌ای سیاسی و متأخر است که از نظر برخی نخستین شکل‌گیری آن در ایران بر اساس استفادهٔ ابزاری اتحاد جماهیر شوروی از زبان ترکی آذربایجانی برای بسط نفوذ خود در جنگ جهانی دوم و برجسته شدن اسطورهٔ ارگنه‌کن بود. در این دوران، شوروی تصمیم گرفت که، هویتی جدای از ایران، برپایه هویت نوساخته آذری را در شمال غرب ایران ترویج دهد. شوروی برای این فعالیت‌ها کمک‌های مالی و نظامی نیز در نظر می‌گرفت. در نتیجه این فعالیت‌ها و تشکیل دولت مارکسیست، لنینیست در آذربایجان ایران، شوروی توانست، با ایجاد ایدئولوژی نویی در تضاد با ایران وهویت ایرانی، تأثیر زیادی بر روی ایران و کشورهای هم‌پیمان آن در جنگ جهانی دوم بگذارد. پس از جنگ جهانی دوم نیز حمایت‌های شوروی از نیروهای چپِ همچون حسین محمدزاده صدیق ادامه داشت و مبارزه با دودمان پهلوی تبدیل به یکی از اساس آن‌ها شد. در اواخر دوران اتحاد جماهیر شوروی و شکل‌گیری جمهوری آذربایجان، با ظاهر شدن چهره‌هایی همچون ابوالفضل ایلچی‌بیگ توجه از هویت آذری بیشتر به سوی تأکید بر زبان، ایدئولوژی‌های پان‌ترکی و اهداف سیاسی رفته است.
- در ایران پان‌ترکیسم بر روی چند موضوع به گونه‌ای برجسته متمرکز شده است و این جریانات مورد تحریف و وارونه‌نمایی در جهت مصادره به مطلوب اندیشهٔ پان‌ترکیسم قرار گرفته است:[۴]
- تلاش برای برجسته کردن هویت‌های قومی، زبانی و فرهنگی مردم ایران.[۵]
- ارائه‌های نقشه‌های گوناگون، براساس فاکتورهای قومی دربارهٔ تجزیه ایران.[۵]
- ارائه تئوری‌های توطئه دربارهٔ قدرتی که هدفش نابودی تنوع فرهنگی در ایران است.[۶]
- ضعیف نشان دادن و وابسته کردن زبان فارسی تنها به فارسی‌زبانان و کم رنگ کردن نقش زبان فارسی به عنوان زبان رسمی و مشترک مردم ایران.[۷]
- نسبت دادن اصطلاحات و نام‌های جعلی بر مبنای قوم‌گرایی پان‌ترکی به مردم ایران.[۵][۶][۸][۹]
- ارائهٔ آمارهای جمعیتی غیر از آمار رسمی کشور نظیر ۴۰ میلیون ترک ساکن در ایران.[۱۰][۱۱]
- یکسره رد کردن وجود اصطلاح، تبار آریایی، تاریخ ایران باستان و همچنین القاء این موضوع که واژه و نام ایران پیشینه‌ای ندارد.
- تحریف قراردادهای ترکمنچای و گلستان و اشاره به دو تکه شدن کشوری به نام آذربایجان در پی این قراردادها.[۱۲][ب]
- ترک خواندن، مادها،[۱۴][۱۵] سکاها،[۱۶][۱۷] عیلامی‌ها،[۱۸][۱۹] کاسی‌ها،[۲۰][۲۱] لولوبی‌ها،[۲۰] اشکانی‌ها،[۲۲][۲۳][۲۴] تورانی‌ها و مشاهیری چون، ابن سینا،[۲۵] مولانا،[۲۶][۲۷] ابوریحان بیرونی،[۲۸][۲۹] نظامی گنجوی،[۳۰][۳۱][۳۲] بابک خرمدین[۳۳] و… (درصورتی که خاورشناسان و تاریخ‌دانان غیر پان‌ترک، ترک‌تبار بودن اقوام و افراد یادشده را همیشه رد کرده‌اند).
- تاختن به بزرگان و نام‌آوران فرهنگی و تاریخی کشورهای پیرامون به‌ویژه ایران.
- دیگر فعالیت‌های پان‌ترکیسم در ایران عبارتند از:
- دست بردن در جای‌نام‌ها برای مصادرهٔ این نام‌ها به سود خود: فارسستان (ایران)، قشقایستان (استان فارس)، آذربایجان جنوبی (آذربایجان ایران و …)[۵]
- تحلیل‌های ناکارشناسانه و کاملاً نادرست در مورد زبان‌های ترکی و فارسی و … مبنی بر قانونمند و توانمند بودن زبان‌های ترکی و مغولی و ناتوانی زبان فارسی و دیگر زبان‌های هندواروپایی (مانند: انگلیسی، فرانسوی، آلمانی، روسی و …).
- مطرح کردن زبان ترکی به عنوان تنها فاکتور هویت آذری‌های ایران، در صورتی که هویت هر انسان از سه فاکتور: ملیّت + نژاد + زبان تشکیل می‌شود.

## آغاز پان‌ترکیسم در ایران
دولت‌های عثمانی و شوروی، با بهره‌گیری از زبان ترکی رایج در آذربایجان و فراموش کردن هویت، پیشینه و تبار هم‌ریشهٔ آذری‌ها با دیگر اقوام ایرانی جبههٔ پان‌ترکیسم - پان‌تورانیسم را در ایران راه‌اندازی کردند. در اندیشهٔ پان‌ترکسیم برای قوم ایرانی‌تبار آذری، باید تباری ترکی-مغولی ساخته شود. در این راستا نخستین جنبش در سال ۱۹۱۸ اجرایی شد. این بار شوروی که از این نقشه سود می‌برد، در راه به دست آوردن بخش‌هایی از ایران گام برداشت. به خواست امپراتوری روسیه (سپس شوروی) و با پشتیبانی عثمانی و هم‌دستی بریتانیا، از سال ۱۹۱۷ و طی کنگرهٔ حزب مساوات، بخش جدا شده از ایران به نام «آران» را آذربایجان نام نهادند. پیش از آن هیچ‌گاه به بخش شمالی رود ارس در هیچ سندی نام آذربایجان گذاشته نشده بود. برای نمونه در قراردادهای گلستان و ترکمانچای به نام آذربایجان برنمی‌خوریم، چرا که سرزمین‌های بالای رود ارس در پی این قراردادها از ایران جدا شده بودند و سرزمین‌های بالای رود ارس، که «آران، قفقاز و آلبانی» نامیده می‌شدند و از سرزمین «آتورپاتگان» یا «آذربایجان» کاملاً جدا بود. پس از استفاده ابزاری اتحاد جماهیر شوری، از نام منطقه آذربایجان برای بسط نفوذ خود در جنگ جهانی دوم، حمایت‌ها از پان‌ترکیسم به خصوص در اواخر دوران شوروی و شکل‌گیری جمهوری آذربایجان ادامه پیدا کرد. در سال ۱۹۸۲ کنفرانسی از سوی انجمنِ آذربایجانیِ جمهوری خلق آذربایجان شوروی به مناسبت سالگرد تأسیس این حزب و برای دوستی فرهنگی برگزار شد. در همین زمان، جمهوری آذربایجان شوروی به واسطهٔ همین انجمن حمایت‌های مادی نیز انجام می‌داد. به عنوان مثال آن‌ها کتاب‌های مورد نظر و ویرایش شده توسط آذربایجان شوروی را، از جمله با موضوعات تاریخی، ترجمه و رونویسی می‌کردند تا در ایران چاپ شوند. این حمایت‌ها با شکل‌گیری جمهوری آذربایجان نیز ادامه پیدا کرد و گروه‌های رسمی که به دنبال تجزیه ایران هستد، در این کشور از امتیازات اقامت برخوردار هستند.
سید جواد طباطبایی پژوهشگر تبریزی در تاریخ سیاست و فلسفه، مبنای اندیشهٔ پان‌ترکیسم را درآمیختگی نوعی فراموشی تاریخی با افسانه‌بافی‌های به ظاهر تاریخی می‌داند که بدل به ملغمه‌ای از بیسوادی و بی‌شعوری شده است. از نظر برخی، علت‌هایی همچون اختلاف‌های تاریخی و مذهبی میان آذربایجان و ترکیه (اختلاف مذهبی شیعه دوازده‌امامی و اهل سنت)، جنگ‌های طولانی میان ایران و عثمانی (بیشتر صفوی‌ها و افشاری‌ها در مقابل دولت عثمانی) و تجارب تلخ اشغال آذربایجان (۱۲۹۳ تا ۱۲۹۷ و ۹۶۳ شمسی) از سوی نیروهای عثمانی، پانترکیسم در ایران زمینه‌ای برای رشد قابل ملاحظه نداشته و به‌طور کلی بیش از آن که درون جوش باشد، پدیدهٔ ناپایداری بوده است.

## جعل هویت ترکی برای اقوام فلات ایران و دیگر سرزمین‌ها
ساختن هویت ترکی برای اقوامی که زبان آن‌ها تک‌خانواده‌ای است.
1. سومری‌ها[۴۱]
2. زبان‌های قفقازی
3. هوری-اورارتویی[۴۲]
4. لولوبی‌ها[۴۳]
5. آلان‌ها[۴۴]

پان‌تُرک‌ها به‌شدت تحت تأثیر نظریه‌های شِبهِ‌علمی هستند، که اغلب از آن‌ها به عنوان توهم اَتراک یاد می‌شود. چنین نظریه‌هایی ادعا می‌کنند که تاریخ تُرک‌ها به صدها هزار سال پیش برمی‌گردد و هر تمدن بزرگ در تاریخ منشأ تُرکی دارد، و شخصیت‌های تأثیرگذار تاریخی نیز مانند عیسی مسیح، حضرت محمد، چنگیز خان منشأ تُرکی دارند. با وجود این‌که همه این ادعاها به‌طور کلی در جریان مطالعات علمی و تاریخی بی‌اعتبار هستند، نظریه‌های شبه علمی پان‌تُرک‌ها در بسیاری از کشورها و مناطق تُرک‌زبان پشتیبانی گسترده‌ای می‌شوند و طرفداران فراوانی دارند.

## نظریهٔ پان‌ترکیسم وامبری یهودی و اقوامی که ترک نیستند

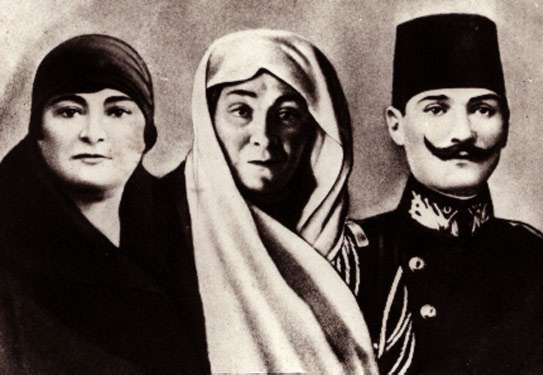
چهره‌هایی از ترک‌زبان‌های آناتولی: مصطفی کمال پاشا (آتاترک) به همراه مادر و خواهرش. ترک‌زبان‌های آناتولی از نژادهایی آمیخته از مردمان گوناگون هستند.

بسیاری از اقوام ترک‌زبان، زبان ترکی را بر اثر ارتباط و آمیزش با ترک‌زبانان اخذ کرده‌اند، از این رو اصطلاحاتی چون «خلق‌های ترک» و «ترکان» به مفهوم قومِ ترک نیستند و نام ترک نیز در بسیاری موارد فقط جنبهٔ زبانی دارد. از میان اقوامی که امروزه ترک نام گرفته‌اند بسیاری از اقوام نام‌برده در زیر در تاریخ قدیم هیچ‌گاه خود و قوم خود را ترک نمی‌نامیدند. در مورد بخشی از این اقوام ساکن آسیای میانه تنها پس از وارد شدن نظریهٔ پان‌ترکیسم توسط آرمین وامبری یهودی و فرستادهٔ پنهانی وزارت خارجهٔ بریتانیا به منطقه این نام رفته‌رفته برای این اقوام نیز رواج یافت. بر این اساس اقوامی که ترک‌تبار نیستند (که برخی از آن‌ها نیز در ایران ساکن هستند) عبارتند از:
1. باشقیرها
2. تاتارها (ولگا، کریمه، دوبروجا)
3. ناگایباک‌ها
4. قزاق‌ها
5. قره‌قالپاق‌ها
6. نوقایی‌ها
7. کاراییم‌ها
8. کاراچایی-بالکاری‌ها
9. کومیک‌ها
10. کریمچاک‌ها
11. آلتایی‌ها
12. آذربایجانی‌ها
13. قاجارها
14. شاهسون‌ها
15. قره‌داغی‌ها
16. قره‌پاپاخ‌ها
17. قشقایی‌ها
18. ایل_افشار
19. خلج‌ها
20. گاگائوزها
21. اورومچی‌ها
22. تووان‌ها
23. توفاها
24. شورها
25. خاکاس‌ها
26. تاتارهای چولیم
27. ازبک‌ها
28. اویغورها
29. سالارها
30. اویغورها
31. چوواش‌ها
32. یاکوت‌ها
33. دولگان‌ها و غیره.

از این میان اقوام ترک سازی شده بالا، موارد زیر ساکن ایران هستند:
1. آذری‌ها
2. شاهسون‌ها
3. قرائی‌ها
4. قشقایی‌ها
5. افشارها
6. خلج‌ها